# نزار خلفان
نزار خلفان (بالإنجليزية: Nizar Khalfan)‏ ، لاعب كرة قدم تنزاني ويلعب في مركز الوسط. ولد في متوارا في تنزانيا في 21 يونيو 1988.
وكان يلعب مع نادي التضامن الكويتي وهو الآن يلعب مع نادي فانكوفر وايتكابس الكندي.
وهو يلعب مع منتخب تنزانيا لكرة القدم.

## روابط خارجية
- نزار خلفان على موقع الاتحاد الدولي (مؤرشف)  (الإنجليزية)
- نزار خلفان على موقع الدوري الأمريكي (الإنجليزية)
- نزار خلفان على موقع قاعدة بيانات كرة القدم.إي يو (الإنجليزية)
- نزار خلفان على موقع ناشيونال فوتبول تيمز (الإنجليزية)
- نزار خلفان على موقع Soccerway.com (الإنجليزية)
- نزار خلفان على موقع عالم كرة القدم.نت (الإنجليزية)
- نزار خلفان على موقع كووورة